# Friedrich Karl Emanuel von Hauke

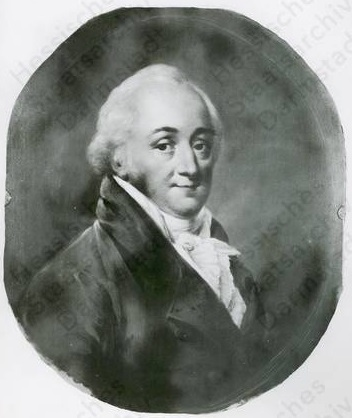
Friedrich Karl Emanuel von Hauke

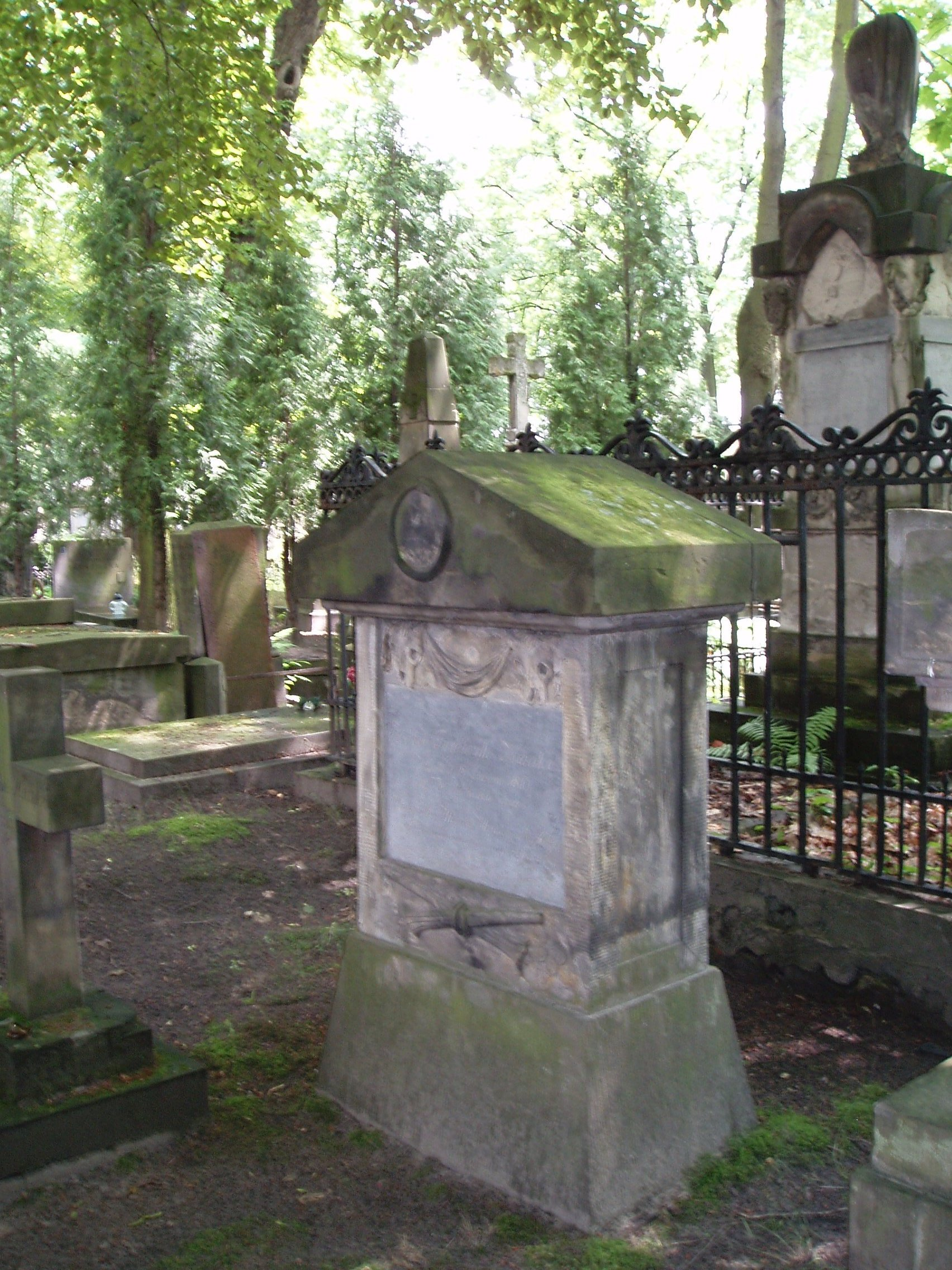
Lápide de Friedrich Karl Emanuel von Hauke

Friedrich Karl Emanuel von Hauke (em polonês: Fryderyk Karol Emanuel; Mainz, 4 de outubro de 1737 – Varsóvia, 18 de junho de 1810) foi um professor universitário e pai do general Hans Moritz von Hauke.

## Biografia
Filho de Ignatius von Hauke (1705–1784 e da baronesa Maria Franziska Riedesel zu Eisenbach (1718–1785), filha do conde George Riedesel zu Eisenbach. Friedrich foi professor na Escola de Artilharia de Coroa, depois ele dirigiu uma escola privada somente para meninos, assistidos pelos filhos da nobreza rica. Em 1807 ele aceitou o cargo lhe oferecido de professor de língua alemã e matemática no Liceu de Varsóvia, onde lecionou até sua morte.
Em 1773 casou-se com Maria Salomé Schweppenhäuser (1751–1833), com quem teve sete filhos, incluindo o conde-general Moritz von Hauke, pai de Júlia, Princesa de Battenberg (1825–1895). Através de Júlia, Friedrich é um antepassado direto das atuais das famílias reais britânica e espanhola.
Friedrich e Maria Salomé tiveram os seguintes filhos:
- Christina Frederica (1774-1823), casou-se com o general Józef Hurtig.
- Hans Moritz (1775-1830), conde-general, pai de Júlia de Hauke.
- Caroline Louise (1777–1858), casou-se com Karol Lessel.
- Louis Augustus (1779–1851), pai do general Aleksander Jan Hauke.
- Amelia (1783–1875)
- Christiane (1785–1803)
- Joseph Henry (1790–1837), conde-general, pai do conde Józef Hauke-Bosak.